# Meczet Taza Pir w Baku
Meczet Taza Pir w Baku (azer. Təzəpir məscidi) – meczet w Baku, stolicy Azerbejdżanu. Był największym meczetem w mieście do czasu otwarcia 26 grudnia 2014 meczetu Əliyeva.
Meczet zbudowano w latach 1905-1914 na miejscu starszego meczetu. Dawna świątynia leżała w dzielnicy nazywanej Taza Pir, w której mieściło się wiele budynków użyteczności publicznej, w tym zamek i karawanseraj. Gdy po okresie działań wojennych z 1826, zamek i karawanseraj uległy zniszczeniu, meczet stał się głównym obiektem w dzielnicy i przyjął jej imię. Gdy miasto na przełomie XIX i XX wieku zaczęło się gwałtownie rozwijać, w miejsce starego meczetu postanowiono zbudować nowy. Inwestorem była głęboko wierząca a zarazem szanowana i wpływowa mieszkanka Baku Nabat Aşurbəyova. Budowę rozpoczęto 23 lipca 1905 a pracami kierował architekt Zivərbəy Əhmədbəyov. Dzięki swej lokalizacji, m.in. na wzgórzu, meczet stał się punktem orientacyjnym w rejonie na północ od Starego Miasta, mimo silnej rozbudowy miasta.
Świątynia jest przykładem architektury monumentalnej, łączy w sobie tradycje budownictwa lokalnego z elementami architektury wschodniej, orientalnej. Meczet zbudowano na planie kwadratu o boku 19,6 m, z jedną główną salą modlitw, przykrytą kopułą. Po bokach umieszczono dwa bliźniacze minarety. Kompozycja trzyczęściowej fasady meczetu z dwoma minaretami po bokach była pierwszą tego typu w Baku i w regionie Półwyspu Apszerońskiego. Wnętrze meczetu po renowacji jest ozdobione azerskimi wzorami malarskimi i rzadkimi okazami orientalnych ornamentów. Mihrab i kopuła wykonane są z marmuru, kaplica dla kobiet – z drzewa pistacjowego, a dekoracje meczetu i zakończenia minaretów są ze złota, okna i drzwi meczetu są zaś wykonane z mahoniu.

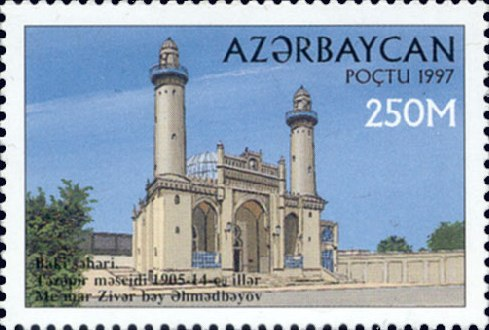
Znaczek pocztowy
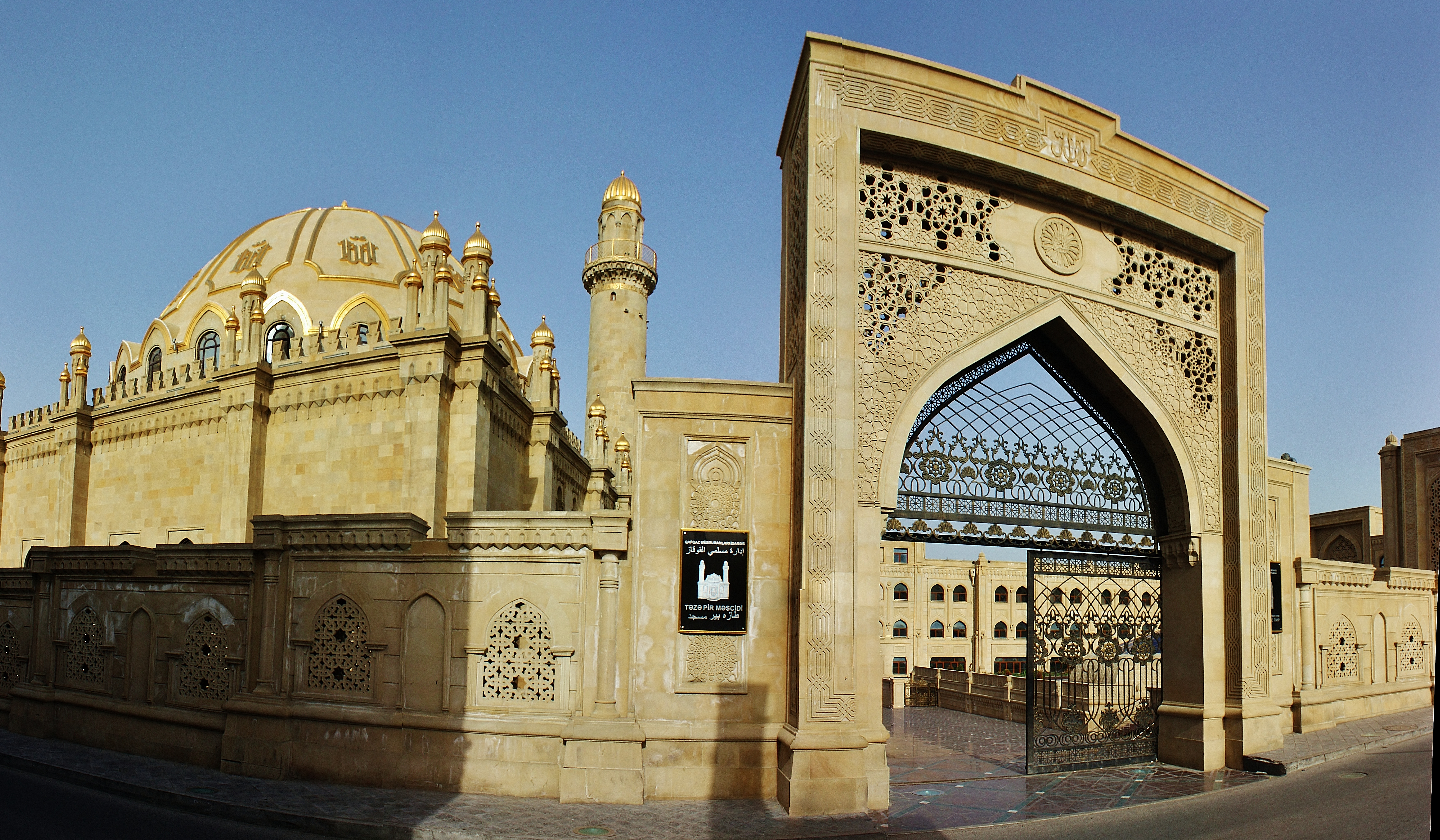
Meczet wraz z bramą od strony z ulicy
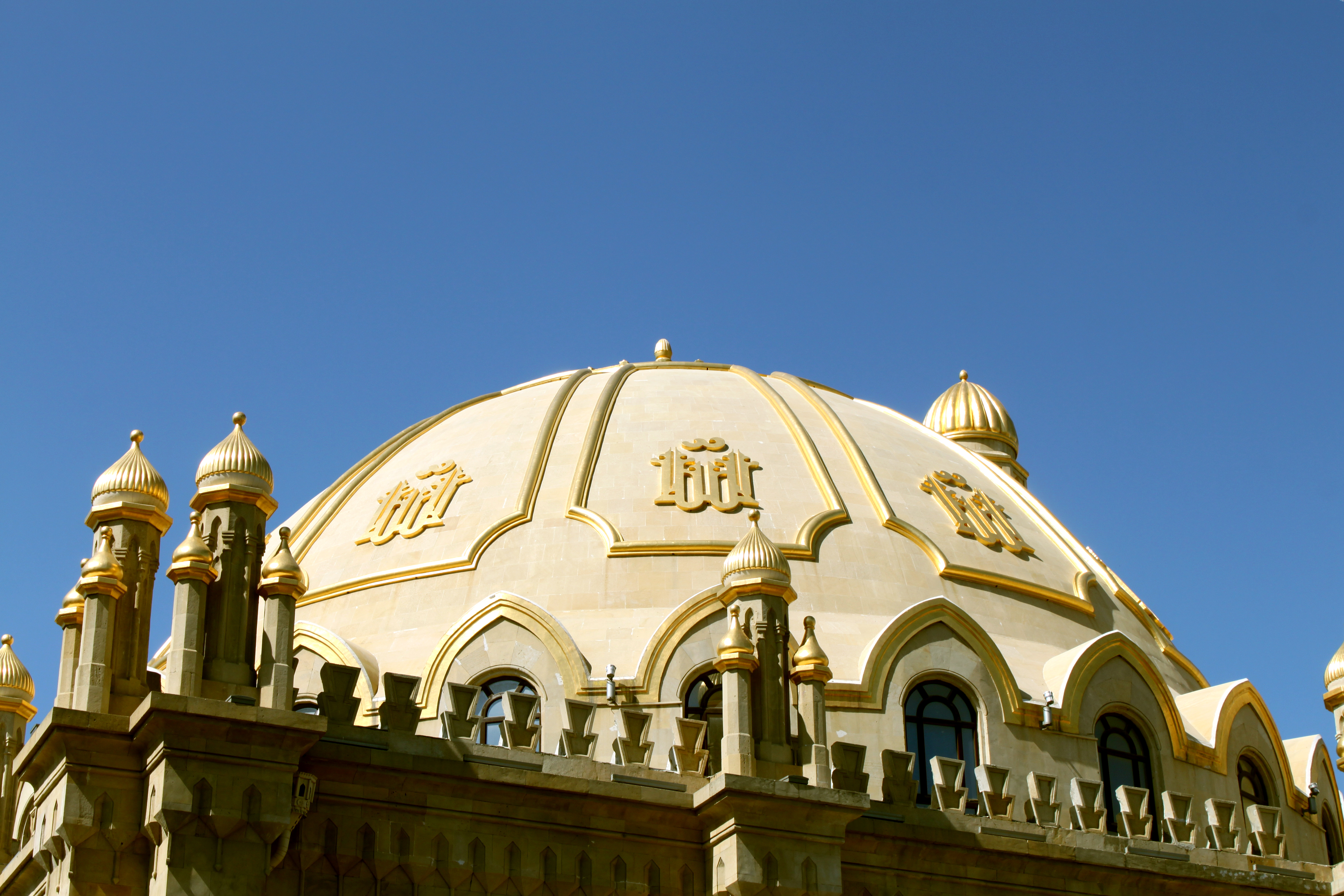
Kopuła ze złotymi dekoracjami